# Référendum constitutionnel sénégalais de 2016
Le référendum constitutionnel sénégalais de 2016 se tient le 20 mars 2016.
La révision constitutionnelle est approuvée à une large majorité

## Contexte

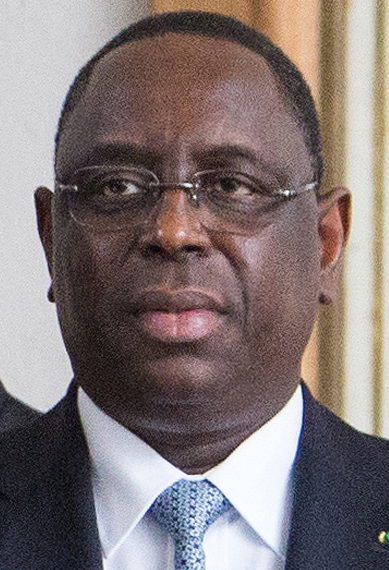
Le président Macky Sall en 2015.

Élu à la présidence en mars 2012, Macky Sall l'emporte au second tour sur son ancien mentor, le président sortant Abdoulaye Wade, dont la décision controversée de se présenter à un troisième septennat consécutif avait provoqué d'importantes manifestations. En conflit avec son fils Karim Wade, qu'il avait cherché à auditionner sur sa gestion en tant que ministre de plusieurs centaines de milliards de francs CFA avant d'être chassé de son poste de président de l'Assemblée nationale, Macky Sall avait quitté quatre ans plus tôt le Parti démocratique sénégalais (PDS) de Wade pour fonder avec une trentaine de transfuges sa propre formation politique, l'Alliance pour la République (APR). L'élection de 2012 le voit alors réunir un peu moins des deux tiers des voix, porté par un programme axé sur le développement économique et la mise en œuvre de réformes institutionnelles afin d'accorder davantage d'indépendance au système judiciaire, à développer la lutte contre la corruption, et à réduire à cinq ans la durée du mandat présidentiel. Les élections législatives organisées quelques mois plus tard voient la victoire de la coalition menée par l'APR, Unis par l'espoir (BBY), qui remporte à elle seule la majorité absolue des suffrages et 119 sièges sur 150.
Fort de sa majorité parlementaire, le nouveau président entreprend une large révision de la Constitution de 2001 qui accroit notamment les pouvoirs de l'Assemblée nationale et du Conseil constitutionnel, approfondit la décentralisation, impose une limitation à deux mandats présidentiels et ramène la durée de celui-ci de sept à cinq ans, y compris celui en cours. Saisi par le chef de l'État, le Conseil constitutionnel juge le projet conforme, à l'exception de ce dernier point, pourtant l'une des promesses de campagne phares de Macky Sall lors de la campagne électorale. S'il approuve le passage au quinquennat, le Conseil juge en effet inconstitutionnelle la modification par un président de la durée de son mandat en cours. Cette disposition est par conséquent retirée du projet de révision,.

## Projet de révision de la Constitution
Il comporte 15 points sur des réformes constitutionnelles :
- 1. La modernisation du rôle des partis politiques ;
- 2. La participation des candidats indépendants à tous les types d'élections ;
- 3. La promotion de la gouvernance locale et du développement territorial par la création du Haut conseil des collectivités territoriales ;
- 4. La reconnaissance de nouveaux droits aux citoyens : droit à un environnement sain sur leurs patrimoines fonciers et sur leurs ressources naturelles ;
- 5. Le renforcement de la citoyenneté par la consécration de devoirs du citoyen ;
- 6. La restauration du quinquennat pour le mandat présidentiel ;
- 7. Le renforcement des droits de l'opposition et de son chef ;
- 8. La représentation des Sénégalais de l'extérieur ;
- 9. L'élargissement des pouvoirs de l'Assemblée nationale en matière de contrôle de l'action gouvernementale et d'évaluation des politiques publiques ;
- 10. La soumission au Conseil constitutionnel des lois organiques pour contrôle de constitutionnalité avant leur promulgation ;
- 11. L'augmentation du nombre des membres du Conseil constitutionnel de 5 à 7 ;
- 12. La désignation par le président de l'Assemblée nationale de deux des sept membres du Conseil constitutionnel ;
- 13. L'élargissement des compétences du Conseil constitutionnel pour donner des avis et connaître des exceptions d'inconstitutionnalité soulevées devant la Cour d'appel ;
- 14. La constitutionnalisation des principes de la décentralisation et de la déconcentration ;
- 15. L'intangibilité des dispositions relatives à la forme républicaine, la laïcité le caractère indivisible, démocratique et décentralisé de l'État, au mode d’élection, à la durée  et au nombre de mandats consécutifs du Président de la République.

## Campagne

### En faveur du oui
- Macky Sall, président[5].
- L'Alliance pour la République[5].
- L'Alliance des forces de progrès[5].
- Moustapha Niasse, ancien premier ministre et président de l'Assemblée nationale[5].
- Ousmane Tanor Dieng, Secrétaire général du Parti socialiste (Sénégal)[6].
- Abdourahmane Sarr, Président du Mouvement pour la Renaissance, la Liberté et le Développement - Moom sa Bopp, Mënël sa Bopp, et du Centre d’Étude pour le financement du développement local[7].

### En faveur du non
- L'ancien premier ministre et président du Conseil régional de Thiès Idrissa Seck appelle à voter non[8].
- Le maire de Dakar Khalifa Sall appelle la population à voter massivement non au référendum[9].
- La Rencontre africaine pour la défense des droits de l'homme[5].
- Le mouvement Y'en a marre[5].
- Le Parti démocratique sénégalais[5].
- Le Parti Rewmi[5].
- Abdoul Mbaye, ancien Premier ministre[5].
- Aïssata Tall Sall, députée[5].

## Résultat
| Choix                  | Votes     | %     |  |
| ---------------------- | --------- | ----- |  |
| Pour                   | 1 367 592 | 62,64 |  |
| Contre                 | 815 655   | 37,36 |  |
|                        |           |       |  |
| Votes valides          | 2 183 247 | 99,10 |  |
| Votes blancs et nuls   | 19 815    | 0,90  |  |
| Total                  | 2 203 062 | 100   |  |
| Abstention             | 3 506 520 | 61,41 |  |
| Inscrits/Participation | 5 709 582 | 38,59 |  |

## Analyse et conséquences
Trois jours après le scrutin, la commission chargée de la compilation annonce le « oui » vainqueur avec 62,7 % des suffrages. Le projet de révision de la Constitution proposé par Macky Sall est donc validé par les électeurs,. Le gouvernement met par la suite en place un Office national anticorruption et une Commission nationale de restitution des biens et de recouvrement des avoirs mal acquis.